# Neoxorides pilulus
Neoxorides pilulus là một loài tò vò trong họ Ichneumonidae.